# Winterstetten (Leutkirch im Allgäu)
Winterstetten ist eine Teilgemeinde der Großen Kreisstadt Leutkirch im Allgäu im Landkreis Ravensburg.

## Geschichte
Der Ort liegt im Süden der Stadt Leutkirch, im Tal der Eschach am Fuße der Adelegg. Eine erste urkundliche Erwähnung soll es aus dem Jahre 834 geben. Die Gemeinde Hinznang mit ihrer Kirche St. Gertrud, auf der heutigen Gemarkung von Winterstetten gelegen, verfügt über einen Eintrag im Liber decimationis, dem Zehnbuch des Bistums Konstanz aus dem Jahre 1275. Die Gemeinde teilt sich in drei weitere räumlich getrennte Teilorte Emerlanden, Hinznang und Schmidsfelden. Winterstetten war im Wesentlichen Bestandteil der Herrschaft Trauchburg. Im Jahre 1806 kam das Gebiet zum Königreich Württemberg, 1820 erfolgte die eigentliche Gemeinbildung im Oberamt Wangen, danach Bestandteil des Oberamts Leutkirch und später 1938 zum Landkreis Wangen. Am 1. Juni 1972 wurde Winterstetten in die Stadt Leutkirch eingegliedert.
Die kirchliche Gemeinde gehörte 2011 zum Dekanat Allgäu-Oberschwaben in der Diözese Rottenburg-Stuttgart.

## Weitere Wohnplätze

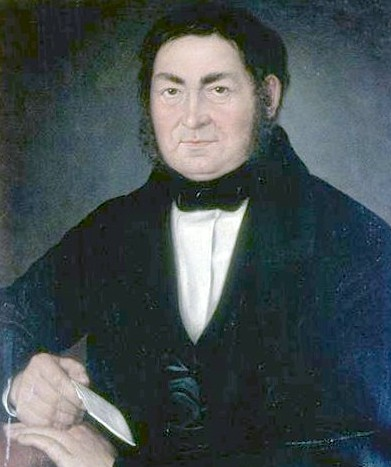
Johann Baltasar von Schmidsfelden (1777–1846)

Emerlander Mühle, Hitzenlinde, Isgazhofen, Jörger, Öschhof, Unterhitzenlinde, Unterselach, Vogelberg und Weidach.